# Saint Kitts e Nevis ai Giochi della XXXII Olimpiade
Saint Kitts e Nevis ha partecipato ai Giochi della XXXII Olimpiade, che si sono svolti a Tokyo, Giappone, dal 23 luglio all'8 agosto 2021 (inizialmente previsti dal 24 luglio al 9 agosto 2020 ma posticipati per la pandemia di COVID-19) con una delegazione di due atleti impegnati in una sola disciplina.

## Delegazione
| Sport            | Uomini | Donne | Totale |
| ---------------- | ------ | ----- | ------ |
| Atletica leggera | 1      | 1     | 2      |
| Totale           | 1      | 1     | 2      |

## Risultati

### Atletica leggera
| Q | Qualificato al turno successivo per la posizione in qualificazione                                                           |
| q | Qualificato per il turno successivo per ripescaggio o, negli eventi su campo, conquistando la misura minima per qualificarsi |

Maschile
Eventi su pista e strada
| Atleta       | Evento      | Batteria  | Batteria  | Semifinale | Semifinale | Finale          | Finale          |
| Atleta       | Evento      | Risultato | Posizione | Risultato  | Posizione  | Risultato       | Posizione       |
| ------------ | ----------- | --------- | --------- | ---------- | ---------- | --------------- | --------------- |
| Jason Rogers | 100 m piani | 10"21     | 3º Q      | 10"12      | 6º         | Non qualificato | Non qualificato |

Femminile
Eventi su pista e strada
| Atleta      | Evento      | Preliminari | Preliminari | Batteria  | Batteria  | Semifinale      | Semifinale      | Finale          | Finale          |
| Atleta      | Evento      | Risultato   | Posizione   | Risultato | Posizione | Risultato       | Posizione       | Risultato       | Posizione       |
| ----------- | ----------- | ----------- | ----------- | --------- | --------- | --------------- | --------------- | --------------- | --------------- |
| Amya Clarke | 100 m piani | 11"67       | 4ª Q        | 11"71     | 48ª       | Non qualificata | Non qualificata | Non qualificata | Non qualificata |